# معدل العائد الداخلي
معدل العائد الداخلي (بالإنجليزية: Internal Rate of Return)‏ هو أسلوب تستخدمه الشركات لاتخاذ القرار حول مدى جدوى استثمارً ما على المدى الطويل أي أنها إحدى أساليب الموازنة الرأسمالية.
و يُعَرَّف على أنه معدل الخصم الذي تكون نتيجة القيمة الحالية له تساوي صفر، وهو يُفَسَّر عادةً بالأرباح المتوقعة التي يولدها القرار الاستثماري. وبأيضاح أكبر هو معامل الخصم الذي يجعل «القيمة الحالية للتدفق النقدي الموجبة» مطروحاً منها «القيمة الحالية للتدفق النقدي السالبة» مساوياً للصفر.
و بشكلٍ عام إذا كان المعدل أعلى من تكلفة رأس المال للمشروع فسيُمثِّل ذلك قيمة مضافة للمشروع.
ويتم حسابه عن طريق المعادلة:
{\displaystyle {InitialInvestment}=\sum _{t=1}^{N}{\frac {C_{t}}{(1+IRR)^{t}}}}
إضافة إلى أسلوب التجربة والخطأ.